# Чикагска школа по социология
В социологията и по-късно криминологията Чикагска школа (понякога описвана като Школа на средата) е първият основен източник на работи върху градска социология и изследвания върху градската околна среда, като се комбинират теория и етнографски полеви изследвания в Чикаго; сега такива се правят, но и другаде. Макар че това включва университети от целия регион на Чикаго, терминът се използва често като наименование на Департамента по социология на Чикагския университет, един от най-старите и престижните в САЩ.
|  | Тази страница частично или изцяло представлява превод на страницата Chicago school (sociology) в Уикипедия на английски. Оригиналният текст, както и този превод, са защитени от Лиценза „Криейтив Комънс – Признание – Споделяне на споделеното“, а за съдържание, създадено преди юни 2009 година – от Лиценза за свободна документация на ГНУ. Прегледайте историята на редакциите на оригиналната страница, както и на преводната страница, за да видите списъка на съавторите. ВАЖНО: Този шаблон се отнася единствено до авторските права върху съдържанието на статията. Добавянето му не отменя изискването да се посочват конкретни източници на твърденията, които да бъдат благонадеждни. |